# غلفيص العجمي
غلفيص محمد دلهام العجمي، لاعب كرة قدم ومدرب كويتي سابق.
لعب مع نادي الجهراء، وكان ضمن الفريق الفائز بلقب الدوري الكويتي 1989/1990.
وقد بدأ بتدريب نادي الجهراء منذ 26 مارس 2007 ، وحتى ديسمبر 2007.
تُوفي في لندن يوم الجمعة في الثالث والعشرين من أكتوبر عام 2015 بعد صراعٍ طويل مع المرض.